# Nanisme létal type Greenberg

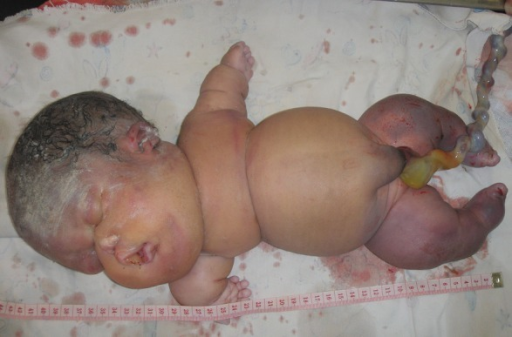
Nouveau né atteint de nanisme type Greenberg

Le nanisme létal type Greenberg est un nanisme rare en rapport avec une anomalie de la synthèse du cholestérol. 

## Autres désignations
- Dysplasie HEM
- Dysplasie de Greenberg

## Étiologie
- Mutation du gène LBR situé sur le locus q42.1 du 1 codant le récepteur de la lamine B qui est un stérol delta(14) réductase. Ce défaut entraine une diminution de l'activité de la 3-beta-hydroxysterol delta(14)-réductase.

## Description
La plupart des manifestations commencent in utero par un hydramnios avec hydrops fœtal. Souvent le fœtus décède in utero.

L'échographie confirme une réduction importante de la taille des différents segments de membre

Le visage montre une dépression du nez, une hypoplasie de la face et des arcs orbitaires marqués. D'autres anomalies sont parfois retrouvées : omphalocèle, polydactylie.

La radiographie montre un aspect des os longs comme « mangé par les mites », des points d'ossification aberrants et des vertèbres plates.

L'aspect histologique de l'os montre une structure osseuse totalement désorganisée.

Comme les mères de ces fœtus ont des anomalies de Pelger-Huet, cette anomalie serait la forme hétérozygote du déficit en 3-beta-hydroxysterol delta(14)-réductase.

## Transmission
Transmission autosomique récessive

## Sources
- Page spécifique sur Orphanet
- (en) Online Mendelian Inheritance in Man, OMIM (TM). Johns Hopkins University, Baltimore, MD. MIM Number:215140